# Maxi Gnauck
Maxi Gnauck (Berlín Este, Alemania Oriental, 10 de octubre de 1964) es una gimnasta artística alemana que ganó cuatro medallas en los Juegos Olímpicos de Moscú 1980.

## Biografía
Sus padres esperaban un chico para llamarle Max, así que cuando tuvieron una niña decidieron añadir una "i" y la llamaron Maxi. Comenzó a practicar la gimnasia con solo 5 años y a los 8 ganó ya sus primeras medallas en la Espartakiada infantil. Poco después fue transferida al Club Dynamo de Berlín, donde comenzó entrenamiento profesional por Jurgen Heritz.
En 1977 obtuvo el triunfo en la Espartaquiada Juvenil de Alemania Oriental. Su primer gran éxito internacional fue en los Campeonatos del Mundo de Fort Worth 1979, donde quedó 2ª en el concurso general individual y ganó la medalla de oro en barras asimétricas.
La competición por la que es más recordada fueron los Juegos Olímpicos de Moscú 1980, donde ganó cuatro medallas (oro en asimétricas, plata en el concurso general y bronce en suelo y por equipos)
En el concurso general tuvo una magnífica actuación. Tras las dos primeras rotaciones iba situada en primera posición, por delante de la soviética Yelena Davidova y la rumana Nadia Comaneci. Sin embargo, Gnauck tuvo un fallo en la tercera rotación y solo sacó un 9.7 en salto. Finalmente el oro fue para Davidova mientras que la plata fue compartida entre Maxi Gnauck y Nadia Comaneci, que quedaron empatadas.
Tras los juegos siguió varios años más consiguiendo éxitos, destacando las cuatro medallas de oro (incluyendo el concurso general) en el Campeonato de Europa de Madrid de 1981.
Maxi Gnauck está considerada una de las mejores gimnastas de todos los tiempos en las barras asimétricas. También era muy buena en las volteretas y fue una de las primeras gimnastas en hacer una triple pirueta en el suelo
En abril de 1986 anunció su retirada de la competición a los 21 años. Después cursó estudios de educación física en la Universidad de Leipzig, y más tarde se hizo entrenadora.
En junio de 2000 fue incluida en el Salón de la Fama de la Gimnasia Internacional, siendo la primera gimnasta alemana que lo consigue.

## Resultados
- 1977

- Campeonato Junior de la RDA - 5.ª individual
- Espartakiada Juvenil de la RDA - 1.ª individual
- Encuentro RDA-Checoslovaquia Junior - 1.ª por equipos, 1.ª individual

- 1978

- Copa Chunichi - 4.ª individual
- Copa DTV - 5.ª individual
- Encuentro RDA-Hungría - 1.ª por equipos, 3.ª individual
- Torneo de la Amistad Junior - 2.ª por equipos, 3.ª individual, 2.ª en suelo, 4.ª en asimétricas, 6.ª en salto

- 1979

- Campeonato del Mundo de Fort Worth - 3.ª por equipos, 2.ª individual, 1.ª en asimétricas, 4.ª en suelo, 6.ª en salto
- Campeonato de Europa de København - 6.ª individual, 2.ª en salto, 3.ª en asimétricas
- Torneo Internacional de Cottbus - 1.ª individual
- Campeonato de la RDA - 2.ª individual
- Copa de la RDA - 4.ª individual
- Encuentro RDA-Noruega-Suecia - 1.ª por equipos, 1.ª individual

- 1980

- Juegos Olímpicos de Moscú - 3.ª por equipos, 2.ª individual, 1.ª en asimétricas, 3.ª en suelo, 4.ª en barra, 6.ª en suelo
- Copa del Mundo de Toronto - 2.ª individual, 1.ª en asimétricas, 1.ª en suelo, 6.ª en salto
- Torneo Internacional de Cottbus - 1.ª individual, 1.ª en asimétricas, 1.ª en barra, 1.ª en suelo
- Campeonato de la RDA - 4.ª individual
- Encuentro RDA-Hungría - 1.ª por equipos, 1.ª individual

- 1981

- Campeonato del Mundo de Moscú - 3.ª por equipos, 1.ª en salto, 1.ª en asimétricas, 1.ª en barra
- Campeonato de Europa de Madrid - 1.ª individual, 1.ª en asimétricas, 1.ª en barra, 1.ª en suelo, 2.ª en salto
- Torneo Internacional de Cottbus - 1.ª individual, 1.ª en asimétricas, 1.ª en suelo, 2.ª en salto, 2.ª en barra
- Campeonato de la RDA - 1.ª individual
- Encuentro RDA-Noruega-Suecia - 1.ª individual

- 1982

- Copa del Mundo de Zagreb - 5.ª individual, 1.ª en asimétricas, 3.ª en suelo, 7.ª en salto
- Campeonato de la RDA - 1.ª individual, 1.ª en salto, 1.ª en asimétricas, 1.ª en suelo
- Encuentro RDA-Hungría - 1.ª por equipos, 1.ª individual

- 1983

- Campeonato del Mundo de Budapest - 3.ª por equipos, 7.ª individual, 1.ª en asimétricas, , 4.ª en salto, 4.ª en barra
- Copa Chunichi - 4.ª individual, 1.ª en suelo
- Torneo Internacional de Cottbus - 3.ª individual, 1.ª en salto, 1.ª en suelo
- Copa de Tokio - 1.ª en asimétricas, 1.ª en suelo

- 1984

- Juegos de la Amistad - 3.ª individual, 1.ª en asimétricas, 1.ª en suelo, 3.ª en salto, 5.ª en barra
- Torneo Internacional de Cottbus - 4.ª individual, 1.ª en salto, 1.ª en suelo
- Campeonato de la RDA - 1.ª individual, 1.ª en asimétricas, 1.ª en suelo, 3.ª en salto
- Copa DTB - 1.ª individual, 1.ª en asimétricas, 1.ª en suelo, 2.ª en salto, 5.ª en barra

- 1985

- Campeonato de Europa de Helsinki - 2.ª individual, 1.ª en asimétricas, 4.ª en salto
- Torneo Internacional de Cottbus - 2.ª individual, 1.ª en suelo, 2.ª en salto